# Тинів
Тинів — село в Україні, у Меденицькій селищній громаді, Дрогобицькому районі Львівської області. Населення становить 472 особи (станом на 2001 рік). Село розташоване на північному сході Дрогобицького району, за 12,3 кілометра від районного центру.

## Географія
Село Тинів лежить за 12,3 км на північний схід від районного центру, фізична відстань до Києва — 484,8 км.
| Клімат Тинова           | Клімат Тинова | Клімат Тинова | Клімат Тинова | Клімат Тинова | Клімат Тинова | Клімат Тинова | Клімат Тинова | Клімат Тинова | Клімат Тинова | Клімат Тинова | Клімат Тинова | Клімат Тинова | Клімат Тинова |
| Показник                | Січ.          | Лют.          | Бер.          | Квіт.         | Трав.         | Черв.         | Лип.          | Серп.         | Вер.          | Жовт.         | Лист.         | Груд.         | Рік           |
| Середній максимум, °C   | −0,8          | 0,6           | 5,8           | 13,1          | 18,7          | 21,7          | 23,3          | 22,8          | 18,6          | 13,1          | 5,9           | 1,1           | 12,0          |
| Середня температура, °C | −3,5          | −2            | 2,3           | 8,5           | 13,5          | 16,5          | 18,1          | 17,5          | 13,7          | 8,7           | 3,0           | −1,2          | 7,9           |
| Середній мінімум, °C    | −6,2          | −4,5          | −1,1          | 3,9           | 8,4           | 11,4          | 12,9          | 12,2          | 8,8           | 4,3           | 0,2           | −3,5          | 3,9           |
| Норма опадів, мм        | 37            | 36            | 40            | 50            | 77            | 94            | 93            | 74            | 57            | 46            | 43            | 49            | 696           |
| ----------------------- | ------------- | ------------- | ------------- | ------------- | ------------- | ------------- | ------------- | ------------- | ------------- | ------------- | ------------- | ------------- | ------------- |
| Джерело:                |               |               |               |               |               |               |               |               |               |               |               |               |               |

## Населення
За даними перепису населення 2001 року у селі проживала 472 особи. Рідною мовою назвали:
| Мова       | Кількість осіб | Відсоток |
| ---------- | -------------- | -------- |
| українська | 472            | 100,00 % |

## Відомі люди

### Уродженці
- Максим Марків (1899—1988) — український церковний діяч, ієромонах-василіянин, душпастир і місіонер у Галичині, Аргентині, Канаді, Англії і США; перед вступом до монастиря — вояк Українських січових стрільців та Української галицької армії; був у польському полоні.